# Тенчинский, Ян
Ян Те́нчинский, Ян из Тенчины (пол. Jan z Tęczyna) герба Топор (между 1408 и 1410 — 6 июля 1470) — военный и государственный деятель Польского королевства, каштелян бецкий (1433—1435), староста люблинский (1434—1438), хранитель Краковской земли (1434—1436), каштелян войницкий (1435—1437), воевода сандомирский (1437—1438), воевода краковский в 1438—1459, каштелян краковский с 1459 по 1470 год.

## Биография
Представитель польского магнатского рода Тенчинских герба «Топор». На протяжении четверти столетия был одним из влиятельнейших магнатов (кроме кардинала Збигнева Олесницкого) Польского королевства.
Один из сыновей каштеляна войницкого и старосты подольского Анджея Тенчинского (ум. 1411) и Анны, дочери подскарбия великого коронного Дмитрия из Горая.
Его брат Анджей Тенчинский (1412/1413 — 1461) основал Рабштыньскую линии рода Тенчинских. Внук Яна Тенчинского, Анджей Тенчинский (ок. 1480—1536), также был краковским воеводой.
В 1438 году вместе с воеводой познанским Сендзивой Остророгским он командовал военной экспедицией, которая безуспешно пыталась посадить польского принца Казимира на чешский королевский престол.
Он был участником конфедерации Збигнева Олесницкого в 1438 году. Принимал участие в подписании Второго Торунского мира между Польским королевством и Тевтонским орденом в 1466 году.
Был женат на Барбаре Лянцкоронской, дочери коронного маршала Збигнева из Бжезья и Лянцкороны, от которой имел шесть сыновей: Анджея, Збигнева, Станислава, Сендивоя, Николая и Габриэля. Также имел трех дочерей: Барбару, Ядвигу и Беату.